# Gebandeerde savannezanger
De gebandeerde savannezanger (Calamonastes fasciolatus) is een zangvogel uit de familie Cisticolidae.

## Verspreiding en leefgebied
Deze soort komt voor in zuidelijk Afrika en telt drie ondersoorten:
- C. f. pallidior: zuidwestelijk Angola.
- C. f. fasciolatus: van het noordelijk-centraal Namibië tot Botswana, westelijk Zimbabwe en noordelijk Zuid-Afrika.
- C. f. europhilus: zuidoostelijk Botswana, zuidelijk Zimbabwe en noordelijk Zuid-Afrika.

## Status
De grootte van de populatie is niet gekwantificeerd maar de soort wordt omschreven als plaatselijk algemeen. Op de Rode lijst van de IUCN heeft deze soort de status niet bedreigd.